# Daddy (téléfilm, 1989)
Pour les articles homonymes, voir Daddy.
Pour plus de détails, voir Fiche technique et Distribution.
Daddy est un téléfilm indien de Bollywood qui a révélé l'actrice Pooja Bhatt dans une réalisation de son père Mahesh Bhatt. Le film met en valeur les interprétations des acteurs principaux Anupam Kher et Manohar Singh.

## Synopsis
Pooja a été élevée par ses grands-parents et ne garde aucun souvenir de ses parents. Devenue adulte, elle est agressée dans son appartement mais elle est secourue par un inconnu qui s'avère être son père qu'elle croyait mort. Celui-ci est un alcoolique qu'elle apprend progressivement à connaître et aide à combattre ses démons.

## Fiche technique
- Titre : Daddy
- Réalisateur : Mahesh Bhatt
- Scénario : Suraj Sanim
- Musique : Rajesh Roshan
- Production : Mahesh Bhatt
- Langue : hindi
- Pays d'origine : Inde
- Première diffusion : 1989
- Format : Couleurs
- Genre : drame

## Distribution
- Anupam Kher
- Manohar Singh
- Pooja Bhatt
- Soni Razdan
- Sulbha Arya
- Neena Gupta
- Avtar Gill
- Suhas Joshi

## Distinctions
- 1991 : Filmfare Critic's Award de la meilleure performance : Anupam Kher
- 1991 : Filmfare Award du meilleur dialogue : Surah Sanim